# 1558
Rok 1558 (MDLVIII) byl nepřestupný rok, který podle juliánského kalendáře započal sobotou. 
Podle židovského kalendáře došlo k přelomu let 5318 a 5319. Podle islámského kalendáře započal dne 24. října rok 966. 

## Události
- 07. ledna – Francouzská armáda vedená Františkem de Guise zabrala Calais, poslední město pod vlivem Anglie mimo Britské ostrovy.
- 22. ledna – Začala Livonská válka.
- 02. února – V německém Durynsku byla založena Univerzita Jena.
- 24. dubna – Skotská královna Marie I. se provdala za dauphina Františka (později francouzského krále Františka II.) v Notre Damu.
- 13. července – Bitva u Gravelines: španělské jednotky pod vedením Lamoraala Egmonta porazili francouzské vojsko pod vedením Paula de Thermes
- 18. července – Město Tartu (dnešní Estonsko) se dostalo pod nadvládu Ruska
- 17. října – Polský král Zikmund II. August pověřil italského obchodníka žijícího v Krakově, aby zavedl v Polsku poštovní systém, který se stal předchůdcem Polské pošty.
- 17. listopadu – V Anglii začla alžbětinská éra; katolická královna Marie I. zemřela a na trůnu nastoupil její  protestantská sestra Alžběta I., která vládla 44 let.

### Probíhající události
- 1545–1563 – Tridentský koncil
- 1558–1583 – Livonská válka

## Narození

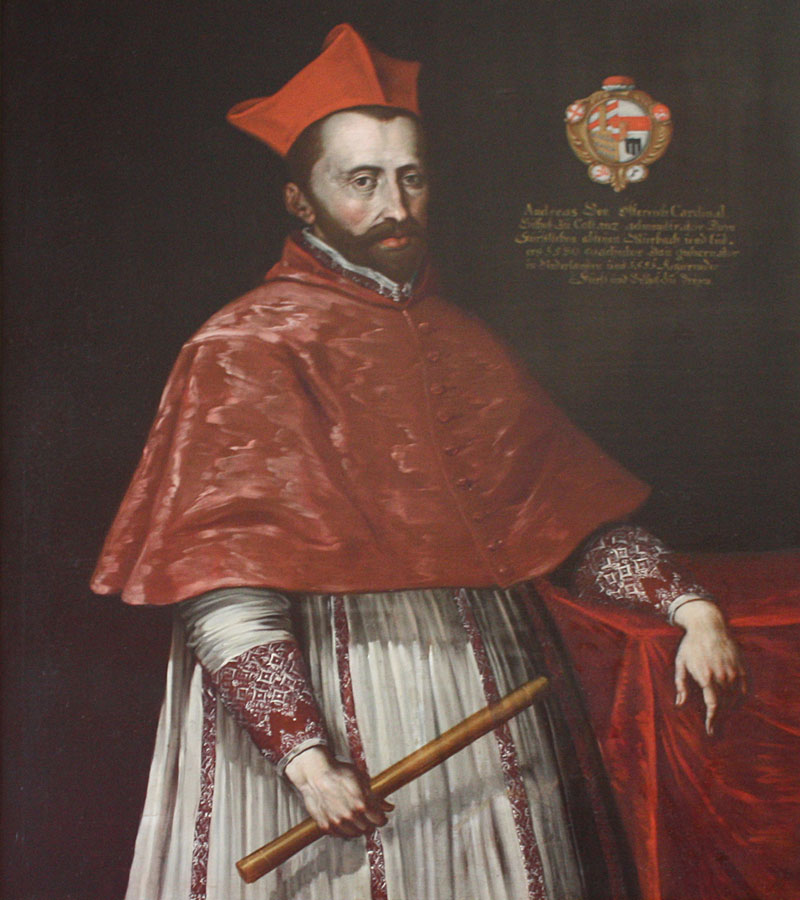
Ondřej Rakouský (* 15. června)

- Ondřej Rakouský (* 15. června) 15. června – Ondřej Rakouský, syn arcivévody Ferdinanda, kardinál a biskup kostnický († 12. listopadu 1600)
- 14. července – Gregorio Pagani, italský malíř z konce šestnáctého století († 3. prosince 1605)
- 19. srpna – František Bourbon-Conti, francouzský šlechtic († 3. srpna 1614)
- 12. října – Maxmilián III. Habsburský, velmistr Řádu německých rytířů, místodržící ve Štýrsku, syn císaře Maxmiliána II. († 1618)
- 06. listopadu – pokřtěn Thomas Kyd, anglický dramatik (pohřben 15. srpna 1594)
- neznámé datum
  - leden nebo únor – Hendrik Goltzius, nizozemský grafik, kreslíř a malíř († 1. ledna 1617)
  - Dirk Pietersz, holandský malíř († 1621)
  - Michal Chrabrý, zakladatel rumunské státnosti († 9. srpna 1601)
  - Anton Blasius Amon, rakouský františkán, zpěvák a hudební skladatel († 1590)
  - Robert Greene, anglický spisovatel († 3. září 1592)
  - Ótani Jošicugu, japonský samuraj († 21. října 1600)
  - Čchen Ťi-žu, spisovatel, nakladatel, kaligraf a malíř pozdně mingského období († 1639)

## Úmrtí

### Česko
- 03. listopadu – Jan II., opat kanonie v Zábrdovicích (* ?)

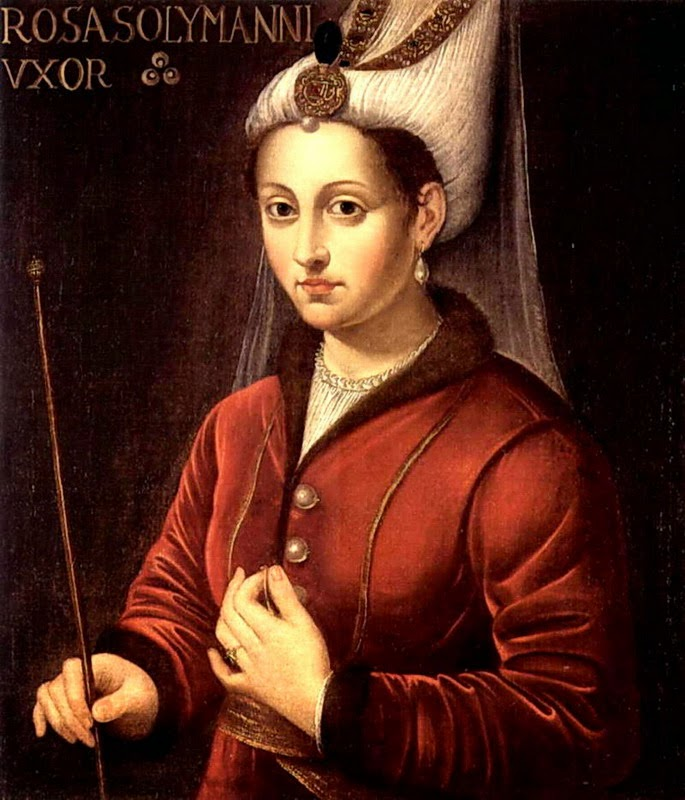
Roxolana († 17. dubna)

- neznámé datum
  - Albert Šlik, šlechtic (* 1490)

### Svět
- 18. února – Eleonora Habsburská, rakouská arcivévodkyně, kastilská princezna, sňatkem královna portugalská a posléze francouzská (* 15. listopadu 1498)
- 25. března – Marcos de Niza, španělský františkán a cestovatel v Americe (* 1495)
- 17. dubna – Roxelana, manželka osmanského vládce sultána Sulejmana (* 1506)
- 20. dubna – Johannes Bugenhagen, německý protestantský teolog (* 24. června 1485)
- 17. května
  - Alberto Fontana, italský malíř (* 1518)
  - Francisco de Sá de Miranda, portugalský šlechtic a básník (* 28. srpna 1481)
- 21. září – Karel V., císař, španělský král, vévoda burgundský a arcivévoda rakouský (* 24. února 1500)
- 18. října – Marie Habsburská, uherská, chorvatská a česká královna (* 17. září 1505)
- 21. října – Julius Caesar Scaliger, italský humanistický lékař a filolog (* 23. dubna 1484)
- 17. listopadu
  - Marie I. Tudorovna, královna Anglie a Irska (* 18. února 1516)
  - Reginald Pole, anglický římskokatolický kardinál (* 3. března 1500)
- 18. listopadu – Marie Habsburská, kastilská princezna, rakouská arcivévodkyně, sňatkem česká, uherská a chorvatská královna (* 18. srpna 1505)
- 15. prosince – Thomas Cheney, anglický politik, diplomat a dvořan (* 1485)
- neznámé datum
  - Josef ha-Kohen, židovský lékař a historik (* 1496)
  - Clément Janequin, francouzský renesanční hudební skladatel (* kolem 1485)
  - Robert Recorde, velšský matematik a lékař (* 1510)
  - Sanátana Gósvámí, indický filozof a guru (* 1488)

## Hlavy států
- České království – Ferdinand I.
- Svatá říše římská – Ferdinand I.
- Papež – Pavel IV.,
- Anglické království – Marie I. Krvavá – Alžběta I.
- Francouzské království – Jindřich II.
- Polské království – Zikmund II. August
- Uherské království – Ferdinand I.
- Osmanská říše – Sulejman I.
- Perská říše – Tahmásp I.